# آهنی

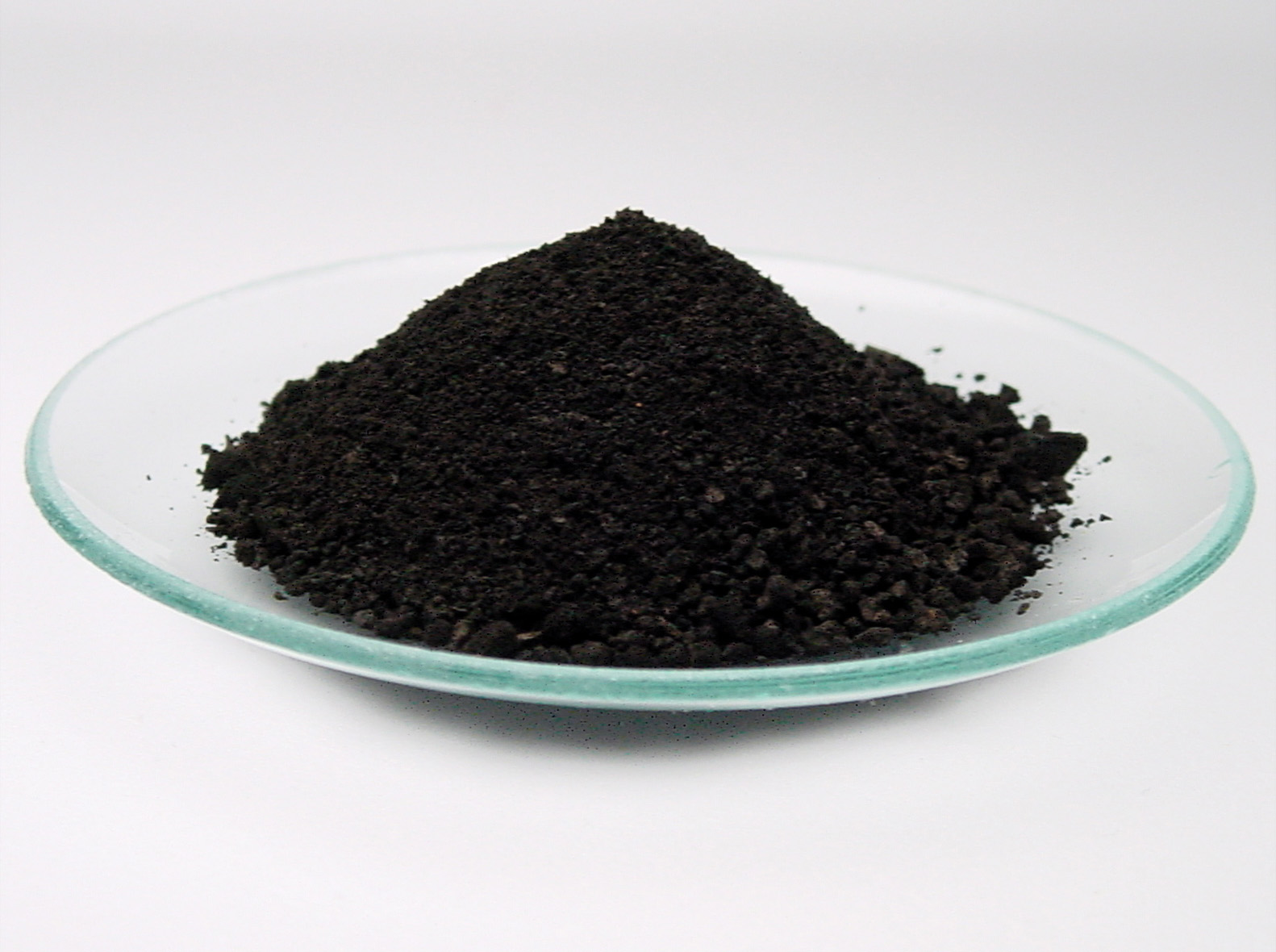
اکسید آهنی به‌طور صحیح‌تر اکسید آهن (II) نامیده می‌شود.

در شیمی، صفت آهنی (به انگلیسی: ferrous) نشان دهنده ترکیبی است که حاوی آهن (II) است، به این معنی که آهن در حالت اکسایش +۲ خود است، احتمالاً به عنوان کاتیون دو ظرفیتی +Fe2. این با «آهنیک» (به انگلیسی: ferric) یا آهن (III)، به معنی آهن در حالت اکسایش +۳ خود، مانند کاتیون سه ظرفیتی +Fe3 مغایر است. این کاربرد واژه تا حد زیادی با نامگذاری آیوپاک جایگزین شده‌است، که حالت اکسیداسیون را با اعداد رومی در پرانتز نشان می‌دهد، مانند اکسید آهن (II) برای اکسید آهنی (FeO)، اکسید آهن (III) اکسید آهنیک (Fe2O3)، و اکسید آهن (II, III) برای اکسید Fe
3O
4 که حاوی هر دو شکل آهن است.

نمودار پوربه آهن آب‌دیده

در خارج از شیمی، «آهنی» به‌طور کلی به معنی «حاوی آهن» است. این کلمه از کلمه لاتین (ferrum) «آهن» گرفته شده‌است. فلزات آهنی شامل فولاد و آهن خام (با میزان کربن چند درصد) و آلیاژهای آهن با سایر فلزات (مانند فولاد ضدزنگ) است. «غیرآهنی» برای توصیف فلزات و آلیاژهایی که مقدار قابل ملاحظه ای آهن ندارند استفاده می‌شود.
اصطلاح «آهنی» معمولاً فقط در مورد فلزات و آلیاژها به کار می‌رود. در عوض از صفت آهن‌دار (به انگلیسی: ferruginous) برای اشاره به مواد غیر فلزی حاوی آهن استفاده می‌شود، مانند «آب اهن‌دار». یا به رنگ قهوه‌ای-نارنجی (به انگلیسی: orangish-brown) مشابه به رنگ زنگ زدن است.